# Stanton Drew
Stanton Drew is een civil parish in het bestuurlijke gebied Bath and North East Somerset, in het Engelse graafschap Somerset met 787 inwoners.